# Gilson Dipp
Gilson Langaro Dipp GORB • ComMM (Passo Fundo, 1 de outubro de 1944 ― Brasília, 28 de novembro de 2022) foi um jurista e magistrado brasileiro.

## Vida
Filho do advogado Daniel Dipp, filho de sírios e libaneses que foi prefeito e vice-prefeito de Passo Fundo, além de deputado estadual e deputado federal pelo Rio Grande do Sul, irmão do advogado e Juiz do TRE-RS Hamilton Langaro Dipp e do engenheiro e político Airton Langaro Dipp, também prefeito de Passo Fundo. Dipp, é padrinho e tio-avô da advogada Francine Marodin Dipp Ferreira.
Formado em ciências jurídicas e sociais pela Faculdade de Direito da Universidade Federal do Rio Grande do Sul, exerceu a advocacia em Porto Alegre. Escolhido, pelo quinto constitucional em 1989, para integrar a composição do Tribunal Federal da 4ª Região, onde foi presidente.
Em 1998, por escolha do presidente Fernando Henrique Cardoso, passou a integrar como ministro do Superior Tribunal de Justiça, com a aposentadoria de Américo Luz. No STJ presidiu a Quinta Turma e a Terceira Seção.
Admitido por FHC à Ordem do Mérito Militar em 1996 no grau de Oficial especial, Dipp foi promovido em 2001 pelo mesmo ao grau de Comendador.
Em maio de 2007, passou a ocupar a função de coordenador-geral da Justiça Federal.
Em 8 de setembro de 2008, Dipp foi empossado como corregedor do Conselho Nacional de Justiça (CNJ), substituindo Cesar Asfor Rocha. Foi considerado pela Revista Época um dos 100 brasileiros mais influentes do ano de 2009.
No dia 30 de setembro de 2010, tomou posse como ministro substituto no Tribunal Superior Eleitoral. Em 2014, foi novamente condecorado, dessa vez com a Ordem de Rio Branco no grau de Grande-Oficial suplementar pela presidente Dilma Rousseff.
Ocupou a Vice-Presidência do Superior Tribunal de Justiça entre 2012 e 2014.
Em 10 de maio de 2012 foi nomeado membro da Comissão Nacional da Verdade, afastando-se do colegiado em abril de 2013.
Aposentou-se em 25 de setembro de 2014, poucos dias antes de completar 70 anos, após dezesseis anos de carreira no STJ.
Faleceu em 28 de novembro de 2022.